# Temný rytíř zasahuje
Temný rytíř zasahuje (v anglickém originále Dark Knight Court) je 16. díl 24. řady (celkem 524.) amerického animovaného seriálu Simpsonovi. Scénář napsali Billy Kimball a Ian Maxtone-Graham a díl režíroval Mark Kirkland. V USA měl premiéru dne 17. března 2013 na stanici Fox Broadcasting Company a v Česku byl poprvé vysílán 31. července 2013 na stanici Prima Cool.

## Děj
Při vystoupení na velikonoční oslavě členové kapely Springfieldské základní školy nechtěně vypustí ze svých nástrojů stovky vajec, která zničí oblečení obyvatel města a pošpiní ulice. Podezření rychle padne na Barta, ale ten žert popírá. Líza se nakonec rozhodne, že nejlepší způsob, jak určit jeho vinu, je uspořádat soudní proces, kterému předsedá Janet Reno. Šance nevypadají v Bartův prospěch a je blízko k tomu, aby byl shledán vinným. Mezitím pan Burns po návštěvě obchodu Komiksáka znovu objeví svou lásku k superhrdinům a rozhodne se stát jedním z nich. Smithers, jenž se bojí o Burnsovu bezpečnost, zinscenuje pro svého šéfa řadu zločinů, které má překazit, a využívá Homera, Lennyho, Carla, Kočičí dámu a další občany jako obětní beránky pro superpadouchy. Líza se v zoufalé snaze najít někoho, kdo by vyřešil Bartovo dilema, pokusí Burnse najmout, ale ten odmítne. Smithers Burnsovi přizná, že všechny jeho předchozí výkony byly fingované a tohle byla Burnsova jediná šance někomu skutečně pomoci. 
Když Marge pere oblečení obyvatel města, všimnou si s Lízou, že kilt školníka Willieho je potřísněn pouze jedním vejcem, které do něj zřejmě někdo ručně rozbil. Líza si uvědomí, že viníkem je Willie, a konfrontuje ho. On se přizná, že žert spáchal kvůli své nenávisti k velikonočním svátkům, a kilt roztrhá, aby zničil důkazy. Když se snaží utéct na traktoru, zasáhne Burns, chytí ho a předá jej soudu těsně předtím, než Reno stihne vynést rozsudek nad Bartem. Líza Burnsovi poděkuje a navrhne mu, že by mohl využít svého hrdinství k tomu, aby se stal lepším člověkem. Mezitím se Vočko zhroutí a vzlyká poté, co mu zavolají a oznámí mu Bartovo osvobození. 
Před závěrečnými titulky se objeví upoutávka na „Dependables“, parodii, která několik starších obyvatel Springfieldu obsadí do role superhrdinského týmu.

## Přijetí

### Hodnocení
Epizoda získala v demografické skupině diváků ve věku 18–49 let rating 2,2 a sledovalo ji celkem 4,89 milionu diváků. Díky tomu se stala druhým nejsledovanějším pořadem bloku Animation Domination stanice Fox v ten večer.

### Přijetí kritiky
Robert David Sullivan z The A.V. Clubu udělil dílu známku B: „Na začátku této řady jsem napsal, že pan Burns jako postava začíná být únavný. Takže i když Temný rytíř zasahuje není nutně nejzábavnější epizodou sezóny, je jednou z nejpříjemněji překvapivých.“.
Rob H. Dawson z TV Equals uvedl: „Simpsonovi jsou nejlepší, když se příliš nevzdalují od svých kořenů coby pojetí rodinného sitcomu, a parodie na Batmana v dílu Temný rytíř zasahuje se mi do toho prostě netrefila.“.